# Fürgeszöcskék
A fürgeszöcskék (Tettigoniidae) a rovarok osztályába az egyenesszárnyúak (Orthoptera) rendjébe tartozó szöcskék (Tettigonioidea) öregcsaládjának egyetlen recens családja (a Haglotettigoniidae család kihalt).

## Elterjedésük
A fajok többsége trópusi. Magyarországon 43 fajuk él, ezek közül 14 védett, 3 fokozottan védett.

## Megjelenésük, felépítésük
Testalkatuk a sáskákéhoz hasonló, de csápjuk jóval hosszabb a sáskákénál; testhosszuk felénél mindig hosszabb, akár a testhossz ötszörösét is elérheti. A szintén hasonló alkatú tücsköktől egyértelműen megkülönbözteti őket, hogy lábfejük négy ízből áll, míg a tücsköké csak háromból. A nőstények tojócsöve széles, szablya alakú.
Bal szárnyukon úgynevezett ciripelő ér fejlődött ki. A bőrszerű bal szárnyacska a jobb szárny fölött fekszik; a ciripelő hangot a két szárny összedörzsölésével keltik.

## Életmódjuk, élőhelyük
A növényevő sáskáktól eltérően a szöcskék többsége vegyesen táplálkozó ám előnyben részesítik a ragadozó életmódot, de vannak tisztán növényevők és ragadozók is. Ugyancsak feltűnő eltérés, hogy a sáskáktól eltérően a legtöbb szöcske éjjel aktív. De a hazai fajoknál ez nem jellemző. Sok faj szárnya redukált; ezek a fajok röpképtelenek.
A hímek elülső szárnytöveiket összedörzsölve ciripelnek – énekük általában hosszabb, gyakran élesebb, áthatóbb hangú a sáskákénál.
Petéiket a földben vagy növények megrepedt szárában helyezik el.

## Rendszerezésük
Alcsaládok a fontosabb magyarországi nemekkel és fajokkal:
- Acridoxeninae
- Austrosaginae
- Bradyporinae
  - nyerges szöcske (Ephippigera)
    - közönséges nyerges szöcske (Ephippigera ephippiger)
    - nyerges pirregő (Ephippigera vitium)
- kúpfejű szöcskék (Conocephalinae)
  - kúpfejű szöcske (Conocephalus)
    - sarlós kúpfejűszöcske (Conocephalus dorsalis)
- Decticinae
- Hetrodinae
- Lipotactinae
- Listroscelidinae
- dobolószöcskék (Meconematinae)
  - dobolószöcske (Meconema)
    - doboló szöcske (Meconema thalassinum)
    - déli dobolószöcske (Meconema meridionale)
    - Meconema varium
- Mecopodinae
- Microtettigoniinae
- lomhaszöcskék (repülőszöcskék, Phaneropterinae)
  - cserjeszöcske (Barbitistes)
    - tarka cserjeszöcske (Barbitistes constrictus)
    - mediterrán szöcske (Barbitistes fisheri)
    - málnaszöcske (Barbitistes serricauda)

  - virágszöcske (Leptophyes)
    - közönséges virágszöcske (Leptophyes albovittata)
    - sárgászöld virágszöcske (Leptophyes boscii)
    - erdélyi virágszöcske (Leptophyes discoidalis) – Magyarországon védett; természetvédelmi értéke 10 000 Ft
    - rőthátú virágszöcske (Leptophyes punctatissima)

  - repülőszöcske (Phaneroptera)
    - zöld repülőszöcske (Phaneroptera falcata)
    - pontozott repülőszöcske (Phaneroptera nana vagy Ph. quadripunctata)

  - Polysarcus
    - fogasfarkú szöcske (Polysarcus denticauda)
- Phasmodinae
- Phyllophorinae
- Pseudophyllinae
- Fűrészlábú szöcskék (Saginae)
  -     - fűrészlábú szöcske (Saga pedo)

  - pókszöcske (Poecilimon)
    - Brunner-pókszöcske (Poecilimon brunneri) – Magyarországon védett; természetvédelmi értéke 10 000 Ft
    - Poecilimon affinis
    - Fuss-pókszöcske (Poecilimon fussi) – Magyarországon védett; természetvédelmi értéke 10 000 Ft
    - keleti pókszöcske (Poecilimon intermedius) – Magyarországon védett; természetvédelmi értéke 10 000 Ft
    - Schmidt-pókszöcske (Poecilimon schmidti) – Magyarországon védett; természetvédelmi értéke 10 000 Ft
- Fürge szöcskék (Tettigoniinae)
  - Decticus
    - déli szemölcsvesztő (Decticus albifrons)
    - szemölcsevő szöcske (Decticus verrucivorus)

  - Pholidoptera
    - nagy avarszöcske (Pholidoptera aptera)
    - galléros avarszöcske (Pholidoptera fallax)
    - szürke avarszöcske (Pholidoptera griseoaptera)
    - bujkáló avarszöcske (Pholidoptera litoralis)
    - erdélyi avarszöcske (Pholidoptera transsylvanica)

  - Platycleis
    - púposhasú rétiszöcske (Platycleis affinis)
    - nyugati rétiszöcske (Platycleis albopunctata)
    - szürke rétiszöcske (Platycleis grisea)
    - sárga rétiszöcske (Platycleis tesselata)

  - lombszöcske (Tettigonia)
    - éneklő lombszöcske (Tettigonia cantans)
    - farkos lombszöcske (Tettigonia caudata)
    - zöld lombszöcske (Tettigonia viridissima)

  - Tylopsis
    - liliomszöcske (Tylopsis lilifolia)
- Tympanophorinae
- Zaprochilinae